# 安东尼·凯文·莫莱斯
拿督安东尼·凯文·莫莱斯（英語：Anthony Kevin Morais；1960年3月22日—2015年9月）是前马来西亚总检察长办公室的副检察司和马来西亚反贪污委员会副检察司。2015年疑似因调查一个马来西亚发展有限公司丑闻（1MDB）而遭人杀害，享年55岁。2016年2月27日
，他的骨灰被安置在怡保花园（英語：Ipoh Garden）的永援圣母堂（英語：Church of Our Mother of Perpetual Help）。

## 生平
1960年3月22日出生于吉隆坡。1980年前在伦敦霍尔本学院修读法律。1980年，凯文担任霹雳和丰的地方法官，之后他晋升为怡保高等法院司法常务官直到2000年，之后他被转移到吉隆玻高等法院担任副司法常务官。2015年11月27日，凯文在霹雳州第35任苏丹纳兹林沙的59岁华诞上被册封拿督头衔。而马来西亚反贪会的一个模拟法庭也以他的名字命名。

## 谋杀事件
凯文于2015年9月4日离开他居住的吉隆坡大使玛士拉也路大使大厦公寓，前去布城的总检察长办公室工作。这也是他最后一次现身，并在之后下落不明。他最年幼的弟弟于第二天向警察投案。而在9月7日，警方在霹雳州半港一个油棕园找到疑是他遇害前乘坐已遭烧毁的轿车。2015年9月16日，他的尸体在梳邦再也USJ1子文华小后方的梳邦3路河流旁被发现，并装在一个灌满水泥的油桶内。凯文的胞弟查尔斯莫莱斯宣称凯文生前正查着时任首相纳吉·阿都拉萨与夫人罗斯玛·曼梳的案件，更曾在总检察署准备起诉纳吉的控状草稿上签字。他也宣称，自己掌握机密随身碟，里头明确揭露，凯文遇害前所负责的调查任务涉及位高权重的人物。2017年11月2日，砂拉越報告网站主编克莱尔指出，遭殺害的凱文莫萊斯死前曾發給她一份針對一个马来西亚有限公司丑闻案，准备提控首相拿督斯里纳吉·阿都拉萨的控狀草稿，但有关当局反驳那是份伪造文件。

### 嫌犯
目前已有6名嫌犯被逮捕，他们是：
1. 军医古纳瑟卡兰上校 —— 案件主谋
2. 迪尼斯瓦兰（25岁）
3. 迪尼斯古马（25岁）
4. 威斯瓦纳 （27岁）
5. 尼玛兰 （24岁）
6. 拉威 （46岁）

### 案件进展
2017年11月20日，高庭判军医古纳瑟卡兰上校及其他5名被告，表罪成立，需出庭自辩。案件主谋古纳瑟卡兰在马来西亚刑事法典第109（教唆）条文下被控，并在第302条文下同读。其他5名被告被指在2015年9月4日早上7时至晚上8时，在梳邦再也区内，杀害凯文·莫莱斯，抵触刑事法典第302条文（谋杀），并在第34条文同读。他们一旦罪成，便会面对死刑。
11月24日，第37名控方证人尤吉丝华丽（38岁，裁缝师）予去年9月27日给假口供被判罪名成立且监禁4年，同时需交付1500令吉堂费。之后，随着被告代表律师的申请，推事允许被告以保释金1万3000令吉保释，并谕令尤吉丝华丽需在11月30日前提出上诉。
12月25日，拉威指古纳瑟卡兰向他献议以让他认罪。
2018年3月6日，古纳瑟卡兰被指曾在5年前即2013年8月29日以及9月3日向私人药物供应公司收取总共70万令吉而被控2项贪污罪名，抵触反贪污委员会第24（1）条文，一旦罪成，其最高刑罚为监禁不超过20年及罚款不少于贿金的5倍，或罚款一万令吉。
7月23日，尼玛兰在庭上指有律师献议给予他一笔金额以让他认罪，遭主控官及其他被告代表律师指他撒谎。
8月27日，拉威再爆料，说有人献议150万令吉，要他承认谋杀凯文·莫莱斯。

### 判决
2020年7月10日，高庭判处全部六名被告有罪，以绞刑处死。被告不服并上诉至最高法院，最高法院于2024年3月15日驳回上诉，维持原判。